# Го Юэ
Го Юэ (кит. трад. 郭跃, упр. 郭躍, пиньинь Guō Yuè; род. 17 июля 1988 года, Аньшань, провинция Ляонин, КНР) — китайская спортсменка, игрок в настольный теннис, входит в состав национальной сборной КНР, двукратная олимпийская чемпионка в командном разряде (2008, 2012), обладает двумя бронзовыми олимпийскими медалями, завоёванными в индивидуальном и парном разрядах на Олимпийских играх в Пекине и в Афинах соответственно. Чемпионка мира в одиночном разряде 2007 года. В паре с Ли Сяося трижды становилась чемпионкой мира в парном разряде. Го Юэ — левша, использует европейскую хватку, играет в атакующем стиле. Выступает за спортивный клуб «Liaoning Ansteel».
С января 2003 года Го Юэ входит в десятку лучших игроков мира, в январе 2008 года единственный раз за свою карьеру достигла первого места в рейтинге Международной федерации настольного тенниса (ITTF).
Го Юэ спонсируется фирмой «Stiga» и использует основание «Ebenholz NCT V» этой фирмы, а также накладку «Calibra LT» на бэкхэнд-стороне ракетки.

## Биография
Го Юэ начала играть в настольный теннис в возрасте 6 лет, первые уроки ей дал её отец. В семь лет стала заниматься настольным теннисом в школьной секции, затем тренировалась в спортивной школе в городе Шэньян. В 1998 году стала членом профессиональной команды провинции Ляонин. Спустя два года она вошла в состав второй национальной сборной. В 2002 году Го Юэ стала самым молодым игроком основной сборной Китая.
Го Юэ рано добилась успеха на международной арене. Выиграв в парном разряде вместе с 15-летней Фань Ин (Fan Ying) турнир «Austrian Open» в 2002 году, она стала самой молодой обладательницей титула Про-тура ITTF, её возраст тогда был 13 лет и 194 дня. Первый индивидуальный титул Про-тура она завоевала в возрасте 14 лет в Кобэ на турнире «Japan Open» в 2003 году. В 15 лет она выиграла в составе сборной КНР командное золото на чемпионате мира в Дохе в 2004 году. В 16 лет на Олимпийских играх в Афинах в 2004 году она вместе с Ню Цзяньфэн (Niu Jianfeng) стала бронзовой олимпийской медалисткой в парном зачёте.
После нескольких поражений на международных турнирах — одним из самых болезненных было поражение от теннисистки из Гонконга Те Яна (Tie Yana) на командном чемпионате мира в 2006 году — тренеры сборной решили сделать перерыв в участии Го Юэ в соревнованиях, который длился около полугода. Возвращение Го Юэ состоялось на Азиатских Играх в Дохе в декабре 2006 года, и это возвращение стало триумфальным — Го Юэ завоевала три золотых медали: в одиночном, парном и командном разрядах. В следующем 2007 году Го Юэ выиграла четыре индивидуальных титула Про-туров и стала чемпионкой мира в индивидуальном зачёте и в миксте.
В январе 2008 года Го Юэ впервые заняла верхнюю строку в мировом рейтинге. На Олимпийских Играх в Пекине в 2008 году Го Юэ стала олимпийской чемпионкой в командном зачёте и бронзовым призёром в индивидуальном.
В 2010 году Го Юэ на мировых чемпионатах оставалась в качестве запасной, в том числе и на памятном командном чемпионате мира в Москве, где женская сборная Китая проиграла в финале сборной Сингапура.
В 2011 году Го Юэ участвовала во многих соревнованиях, среди которых чемпионат мира, чемпионат Азии, национальный чемпионат, 9 турниров и Гран-финал Мирового тура, 15 национальных соревнований, и нигде не завоевала индивидуального титула. С другой стороны, Го Юэ в 2011 году, выступая в парном разряде вместе с различными игроками (Ли Сяося, Лю Шивэнь, Го Янь, Ли Сяодан), не проиграла ни одного состязания, в которых принимала участие, включая чемпионат мира и Гран-финал Мирового тура.
Уникальные качества Го Юэ как парного игрока, её предшествующий олимпийский опыт, а также блестящая игра в турнирах начала 2012 года предопределили решение тренеров сборной включить Го Юэ в состав женской команды КНР на Олимпийских Играх 2012 года. На Олимпиаде в Лондоне Го Юэ стала двукратной олимпийской чемпионкой в командном разряде, выступая за сборную КНР вместе с Дин Нин и Ли Сяося.
Перед Лондонской Олимпиадой в июне 2012 года Го Юэ вместе с другими участницами команды Китая Дин Нин и Ли Сяося вступила в ряды Коммунистической партии КНР.